# Plan de autoprotección
Un plan de autoprotección se refiere a un documento que define la estructura organizativa y funcional de un centro, un establecimiento, un espacio, un equipamiento o una agencia. Su principal objetivo es anticipar y gestionar eficazmente los riesgos relacionados con la seguridad de las personas y de los bienes, así como dar respuestas adecuadas a posibles situaciones de emergencia que sean responsabilidad del titular de la actividad. Este plan se diseñará con el objetivo de garantizar la integración efectiva de sus medidas con el sistema público de protección civil. 

### Elaboración de un plan de autoprotección
Elaborar un plan de autoprotección es fundamental para garantizar la seguridad y el bienestar en diferentes situaciones, ya sea en el hogar, en el trabajo o en cualquier otro entorno. 
1. Identificación de Riesgos:
En primer lugar hay que realizar un análisis de riesgos para identificar posibles amenazas en el entorno. Se puede considerar algunos factores como incendios, inundaciones, terremotos, accidentes, etc. Es necesario evaluar también riesgos específicos según el contexto, como por ejemplo en un laboratorio, riesgos químicos.
2. Comunicación de Emergencia:
Hay que establecer un sistema de comunicación efectivo con el personal. Considerar utilizar mensajes de texto o llamadas por walkie-talkies en caso de que la emergencia sea urgente.
3. Kits de Emergencia:
Preparar kits de emergencia con suministros básicos como agua, alimentos no perecederos, linterna, botiquín de primeros auxilios, documentos importantes, etc. Y mantener estos kits en lugares accesibles y conocidos por todo el personal.
4. Evacuación:
Importante definir y señalizar las rutas de evacuación y puntos de encuentro en caso de gran emergencia como podría ser un incendio en el recinto. Es aconsejable realizar simulacros de evacuación periódicos para practicar y familiarizarse con los procedimientos.
5. Prevención de Incendios:
Implementar medidas para prevenir incendios, como la revisión de instalaciones eléctricas, el uso seguro de equipos y la prohibición de fumar en áreas no designadas. Es importante la señalética para evitar confusiones.
6. Primeros Auxilios:
Capacitar al personal en técnicas básicas de primeros auxilios. Asegurarse de que hayan kits de primeros auxilios disponibles en lugares estratégicos. O material antiincendios como podrían ser extintores bien señalizados.
7. Seguridad en el Trabajo:
Al elaborar un plan para el trabajo, es considerable implantar medidas específicas relacionadas con la seguridad laboral, con el fin de cumplir con las normativas de seguridad.
8. Actualización Continua:
Revisar y actualizar regularmente el plan de autoprotección para asegurar de que esté al día y sea efectivo.
9. Colaboración con Autoridades Locales:
Considerar colaborar con las autoridades locales y conocer los planes de emergencia de la comunidad en la que se realiza la actividad..

## Decretos
1. Artículo 20 de la Ley  de 31/1995, Medidas de emergencia.
2. Artículo 1 de la Ley 2/1985 del 21 de enero, Norma Básica de Autoprotección.
3. Real Decreto 1942/1993 del 5 de noviembre, Reglamento de Instalaciones de Protección contra Incendios